# Танакросс (Аляска)
Танакросс (англ. Tanacross, танакросс: Taats’altęy) — статистически обособленная местность в зоне переписи населения Саутист-Фэрбанкс, штат Аляска, США.

## География
Деревня расположена на южном берегу реки Танана, примерно в 19 км к северо-западу от статистически-обособленной местности Ток. Через Танакросс проходит Аляскинская трасса.
Площадь статистически обособленной местности составляет 210,2 км², из которых 207,3 км² — суша и 2,9 км² — открытые водные пространства.

## Население
По данным переписи 2000 года, население обособленной местности составляло 140 человек. Расовый состав: коренные американцы — 88,57 %; белые — 8,54 %; представители других рас — 1,43 % и представители двух и более рас — 1,43 %.
Из 42 домашних хозяйств в 33,3 % — воспитывали детей в возрасте до 18 лет, 40,5 % представляли собой совместно проживающие супружеские пары, в 11,9 % семей женщины проживали без мужей, 31,0 % не имели семьи. 28,6 % от общего числа семей на момент переписи жили самостоятельно, при этом 0 % составили одинокие пожилые люди в возрасте 65 лет и старше. В среднем домашнее хозяйство ведут 3,33 человек, а средний размер семьи — 3,93 человек.
Доля лиц в возрасте младше 18 лет — 30,7 %; лиц в возрасте от 18 до 24 лет — 10,7 %; от 25 до 44 лет — 25,0 %; от 45 до 64 лет — 27,1 % и лиц старше 65 лет — 6,4 %. Средний возраст населения — 33 года. На каждые 100 женщин приходится 112,1 мужчин; на каждые 100 женщин в возрасте старше 18 лет — 110,9 мужчин.
Средний доход на домашнее хозяйство составляет $22 083; средний доход на семью — $31 250. Средний доход на душу населения — $9429.